# Trigonoorda
Trigonoorda és un gènere d'arnes de la família Crambidae.

## Taxonomia
- Trigonoorda gavisalis (Walker, 1869)
- Trigonoorda iebelealis Munroe, 1974
- Trigonoorda psarochroa (Turner, 1908)
- Trigonoorda rhodea (Lower, 1905)
- Trigonoorda rhodopa (Turner, 1908)
- Trigonoorda triangularis Munroe, 1974
- Trigonoorda trygoda (Meyrick, 1897)